# Nazlat Chatir
Nazlat Chatir, Nazlet Khater (arab. نزلة خاطر, Nazlat Khāṭir) – najstarsza na świecie znana kopalnia położona w Górnym Egipcie, w pobliżu Nilu. Pierwsze surowce wydobywano tam ok. 50 tys. lat temu lub ok. 40 tys. lat temu. W Nazlat Chatir wydobywano krzemień i rogowiec niezbędny do produkcji prymitywnych narzędzi.